# Мрежов анализатор
Мрежов анализатор е цифрово устройство, което се използва за анализиране на електронните процеси в дадена електронна, комуникационна или компютърна система.
Подобна система анализира с честоти в диапазона:от 5 Hz до 1.05 THz. 

## Класификация
- скаларен мрежов анализатор (scalar network analyzer – SNA) – измерва само амплитудни свойства
- векторен мрежов анализатор (vector network analyzer – VNA) – измерва както амплитудни, така и фазови свойства

## Архитектура
Основната архитектура на мрежовия анализатор включва генератор на сигнали, тестов набор, един или повече измерващи сонди и дисплей. В някои настройки тези устройства са отделни инструменти. Този измервателен уред прави задълбочени изследвания като изчисление на сигнали, преобразувания на Фурие, анализиране на честотен спектър при определени условия и други. Съвременните машини правят анализ на S-параметрите на разсейване, скаларен анализ, честотно разделяне.
- Основна структура

## История
Първият мрежови анализатор е представен през 1958 година от Роде и Шварц от американската компания ARFTG. Първата машина е анализирала сигнали в диапазона от 30 до 300MHz.